# Phare de San Francisco de Paula
Le phare de San Francisco de Paula (en espagnol : Faro San Francisco de Paula) est un phare actif situé entre Puerto Santa Cruz et Puerto San Julián (département de Corpen Aike), dans la Province de Santa Cruz en Argentine.
Il est géré par le Servicio de Hidrografía Naval (SHN) de la marine .

## Histoire
Le phare  a été mis en service le 15 avril 1917 à 70 km au sud de Puerto San Julián.
Le nom du phare vient du cap sur lequel il est érigé. Le cap a été nommé en l'honneur du brigantin San Francisco de Paula, avec lequel le lieutenant de frégate Manuel Pando fit ses voyages en Patagonie en 1768. Le nom du navire vient du saint de l'église catholique François de Paule, un ermite fondateur de l'Ordre des Minimes et saint de l'église catholique de la région de Calabre en Italie qui vécut entre les années 1416 et 1507.

## Description
Ce phare  est un tour octogonale à claire-voie, avec une galerie et une lanterne circulaire de 8,5 m de haut. La tour est peinte totalement en noir. Il émet, à une hauteur focale de 86 m, deux éclats blancs, séparés par 5.5 secondes, de 0.5 seconde par période de 15 secondes. Sa portée est de 13.7 milles nautiques (environ 25 km).
Identifiant : ARLHS : ARG-060 - Amirauté : G1196 - NGA : 110-20016 .

## Caractéristique dufeu maritime
Fréquence : 15 secondes (W-W)
- Lumière : 0.5 seconde
- Obscurité : 5.5 secondes
- Lumière : 0.5 seconde
- Obscurité : 8.5 secondes

### Lien connexe
- Liste des phares d'Argentine